# THE WAR/戦場の記憶
THE WAR/戦場の記憶（ザ・ウォー せんじょうのきおく、原題：The War at Home）は、1996年のアメリカ合衆国のドラマ映画。エミリオ・エステベスが監督・製作・主演の3役を務めた。そのほかの出演はマーティン・シーン、キャシー・ベイツ、キンバリー・ウィリアムズなど。

## 概要
ベトナム帰還兵の男と、彼の家族との関係・心の葛藤を描いた作品。脚本家のジェームズ・ダフが1984年に発表した戯曲「ホームフロント」を映画化したもので、エステベスが「ディズニーが本作の制作費を提供する代わりに『D3 マイティ・ダックス 飛べないアヒル3』に無償で出演する」という契約に従って、300万ドル（宣伝費用も含めた総予算は450万ドル）の予算で製作された作品である。なお本作は父のマーティン、息子のエミリオ、孫のレネー・パロマと、エステベス家が3世代にわたって出演している作品でもある。

## あらすじ
ベトナムで兵士として戦争に参加したジェレミーはPTSDを患い、帰国から1年経ってもその辛い経験を忘れられずにいた。傷ついたジェレミーを理解できず、受け入れることのできない厳格な父。ジェレミーを子供のように扱い、必要以上に世話を焼く母。家族との関係は悪化する一方であった。やがて感謝祭の日、ジェレミーの怒りは頂点に達する。

## キャスト
※括弧内は日本語吹替
- ジェレミー・コリアー：エミリオ・エステベス（関俊彦）
- ボブ・コリアー：マーティン・シーン（樋浦勉）
- モーリン・コリアー：キャシー・ベイツ（谷育子）
- カレン・コリアー：キンバリー・ウィリアムズ（日野由利加）
- メリッサ：カーラ・クギーノ（折笠愛）
- ブレンダ：レネー・エステベス
- バス停の少女：パロマ・エステベス

## 公開
この映画は1996年11月20日に劇場公開された。興行成績は43,000ドルにとどまり、失敗であった。
日本では劇場未公開。1997年4月25日にタキコーポレーションからVHSが発売されたが、DVD・Blu-rayは未発売。